# Penicillium adametzii
Penicillium adametzii K.W. Zaleski – gatunek grzybów z klasy Eurotiomycetes. Mikroskopijne grzyby strzępkowe.

## Systematyka i nazewnictwo
Pozycja w klasyfikacji według Index Fungorum: Penicillium, Aspergillaceae, Eurotiales, Eurotiomycetidae, Eurotiomycetes, Pezizomycotina, Ascomycota, Fungi.
Po raz pierwszy opisał go w 1927 roku Karol Zaleski i nadana przez niego nazwa naukowa jest ważna.

## Morfologia i rozwój
Kolonie na agarze z roztworem Czapeka rosną dość szybko, osiągając średnicę 4 do 5 cm w ciągu 14 dni w temperaturze pokojowej. Grzybnia w tym czasie tworzy gęsty, wytrzymały filc o grubości około 500 µm, pofałdowany i mniej lub bardziej promieniście pomarszczony w części środkowej, często z wiekiem wyraźnie strefowany, ze strefami zarodników w bladożółtozielonych odcieniach. W obszarach zarodników wytwarzane są zwisające, proste strzępki i wyraźne lejki lub sznury strzępek, albo płożące się, zwisające, a czasami misternie rozgałęzione struktury strzępkowe. Konidiofory wyrastają głównie jako krótkie, prostopadłe gałęzie z pojedynczych strzępek lub sznurów strzępek. Rewers kolonii bezbarwny do pomarańczowożółtego, w odcieniach takich jak oliwkowobrązowy do umbrowego. Wysięku brak lub dość obfity, jasnobursztynowy. Zapachu brak lub nieokreślony.
Kolonie na agarze maltozowym i słodowym rosną nieco szybciej niż na Czapeku, są mniej silnie pomarszczone, bardziej przypominające kłaczki, mają słabsze zarodniki i z większym rozwojem konidiów w obszarach centralnych, a nie brzeżnych. Brak wysięku i kolonie są słabiej zabarwione na rewersie, penicillusy często są mniejsze, ale poza tym podobnie jak na Czapeku; konidia wyglądające na drobne, ale wyraźnie szorstkie.
Konidiofory przeważnie wyrastają jako prostopadłe gałęzie z wystających strzępek lub sznurów strzępek. Są krótkie, zwykle 20 do 30 µm, ale czasami do 50 µm, o średnicy 1,5 do 2 µm. Penicillusy monowertycjalne, rzadko wykazujące jedną lub dwie gałęzie z drugorzędnymi penicyllusami na niższych poziomach, wytwarzające konidia w splątanych łańcuchach o długości do 50 do 100 µm. W okółkach penicillusa jest około 5 do 8 ramion, głównie o wymiarach 5–6,5 µm x 2 µm. Konidia prawie kuliste, o średnicy około 2–2,5 µm, ze ściankami delikatnie ziarnistymi.

## Występowanie i siedlisko
W Polsce podano wiele stanowisk Penicillium adametzii w glebie, ryzosferze i na korzeniach i drzew. Jest to grzyb glebowy, często najliczniejszy w glebie leśnej. W północno-zachodniej Polsce, w glebie 4−letniej brzozy brodawkowatej, buka zwyczajnego, czeremchy amerykańskiej, dębu bezszypułkowego, modrzewia europejskiego stanowił 30−71%, a w przypadku 30−letniej sosny zwyczajnej 48% populacji wszystkich grzybów. Uważano, że sporządzane z niego preparaty hamują rozwój grzybów pasożytniczych, które w szkółkach drzew wywołują zgorzel siewek, powodując duże szkody gospodarcze. Przeprowadzone przez polskich naukowców badania wykazały jednak nieskuteczność preparatów Penicillium adametzii w zwalczaniu tej choroby.